# Microglanis ater
Microglanis ater är en fiskart som beskrevs av Ahl, 1936. Microglanis ater ingår i släktet Microglanis och familjen Pseudopimelodidae. Inga underarter finns listade i Catalogue of Life.